# 萬普斯維爾 (紐約州)
萬普斯維爾（英語：Wampsville）是位於美國紐約州麥迪遜縣的村。

## 人口
根據2020年美國人口普查的數據，萬普斯維爾的面積為2.67平方千米，當中陸地面積為2.65平方千米，而水域面積為0.02平方千米。當地共有人口573人，而人口密度為每平方千米215人。